# Quentin Blake
 Sir Quentin Saxby Blake (nascut el 16 de desembre de 1932 a Londres) és un il·lustrador, escriptor i dibuixant anglès. És molt conegut pel seu treball com il·lustrador de literatura infantil. Ha il·lustrat 19 llibres de Roald Dahl. El 2002 va obtenir el Premi Hans Christian Andersen, el millor reconeixement internacional per a il·lustradors de llibres infantils.

## Educació
Blake fou educat a l'escola de secundària Chislehurst and Sidcup Grammar School. El seu professor d'anglès, J. H. Walsh, el va animar a dedicar-se a la literatura.
Estudià literatura anglesa al Downing College de Cambridge (1953-56) i va rebre un postgraduat a la Universitat de Londres. També estudià art a la Chelsea School of Art.

## Carrera
Blake es va guanyar la seva reputació com il·lustrador humorista treballant en més de 300 llibres infantils. Les seves col·laboracions amb Roald Dahl li van portar fama internacional. També va escriure molts llibres propis. El 2006 ja havia participat il·lustrant 323 llibres (dels quals 35 eren seus i 18 de Dahl). Va ser professor del Royal College of Art, institució de la qual va ser durant vuit anys el cap del departament d'il·lustració (1978-86).

## Estil artístic
El seu estil artístic clar utilitza línies de tinta ràpides, i amb un traç precís. Els seus dibuixos tenen profunditat.
Ell primer dibuixa i entinta, per passar després a acolorir.

## Premis i honors
Juntament amb Russel Hoban, va guanyar el Whitbread Award for Children's Book per l'obra How Tom Beat Captain Najork and His Hired Sportsmen.
El 2002, va guanyar la Medalla Hans Christian Andersen per les seves contribucions a la il·lustració dels llibres infantils.
El 2005 fou inscrit a la Llista d'Honor britànica pels seus serveis a la literatura infantil. La Universitat de Cambridge també li va oferir un grau honorari aquest mateix any.
Altres premis són:
- Kate Greenaway Medal
- Emil/Kurt Maschler Award
- Bologna Ragazzi Prize
- Children's Laureate (1999-2001)
- Chevalier des Arts et des Lettres (2004)

## Altres activitats
Blake és el patrocinador de la Blake Society, el col·legi d'art Downing College i la Societat d'Humanitats. També fou creador de la House of Illustration, una galeria només dedicada a la il·lustració, fundada el 2014 a King's Cross i que té com a finalitats descobrir i promocionar el talent en la il·lustració.